# 그랑 생베르나르 고개
그랑 생베르나르 고개(프랑스어: Col du Grand St-Bernard, 이탈리아어: Colle del Gran San Bernardo, 독일어: Grosser Sankt Bernhard)는 해발 2,469m에 있는 스위스에서 세 번째로 높은 도로이다. 이 고개는 스위스 발레주의 마르티니와 이탈리아 아오스타 계곡 지역의 아오스타를 연결한다. 알프스의 가장 높은 두 산(몽블랑과 몬테로사) 사이의 능선에 있는 가장 낮은 고개이다. 이 고개는 론강 유역과 포강 유역을 구분하는 주요 유역에 위치해 있다.
그랑 생베르나르는 청동기 시대까지 사용되었다는 증거와 로마 시대 도로의 흔적이 남아 있는 알프스 서부를 통과하는 가장 오래된 통로 중 하나이다. 1800년, 나폴레옹의 군대는 이탈리아에 진입하기 위해 이 통로를 사용했는데, 이는 자크 루이 다비드의 생베르나르 고개의 나폴레옹과 히폴리트 들라로슈의 알프스를 넘는 보나파르트 모두 유명한 유화에 묘사된 사건이다. 더 쉽고 더 실용적인 경로, 특히 1964년에 개통된 도로 터널인 그랑 생베르나르 터널을 통해 우회한 이후 오늘날 그 가치는 주로 역사적이고 오락적이다.
도로의 가장 높은 지점에 위치한 그랑 생베르나르 호스피스는 1049년에 설립되었다. 호스피스는 나중에 구조 작업에 세인트버나드 개를 사용한 것으로 유명해졌다. 이 지역의 이탈리아 쪽에도 여러 시설이 있다. 그들 사이에는 작은 그랑 생베르나르 호수가 있다.

## 지리
그랑 생베르나르 고개는 발레 알프스의 서쪽 끝 근처에 있으며, 서쪽으로 이어지는 다음 고개인 콜 페레는 몽블랑 대산괴로의 전환을 표시한다. 몽들롱(Mont Dolent)과 몽벨랑(Mont Vélan) 사이의 그 지역에서는 몽벨랑과 그랑콩뱅의 동쪽 발레 알프스의 훨씬 높은 부분과 달리 알프스의 주요 능선이 겨우 3,000m에 도달한다.. 따라서 그랑 생베르나르 고개는 발레주와 이탈리아 북부를 연결하는 유일한 두 개의 도로 축 중 하나이며, 다른 축은 심플론 고개이다.

### 노선
이 고개는 최고 해발 2,469m에서 발레 알프스(이전에는 고개, poeninus mons 또는 summus poeninus의 로마 이름을 따서 페나인 알프스로 알려짐)를 통해 북서쪽에서 남동쪽으로 이어진다. 이탈리아와 스위스의 고속도로 E27을 통과하는 도로는 스위스 발레주의 론강 상류에 있는 마르티니와 합류하여 이탈리아 아오스타 계곡 지역의 아오스타까지 이어진다. 마르티니 9번 도로에서 9에서 로잔으로, 아오스타에서 A5 도로로 토리로로 내려간다.

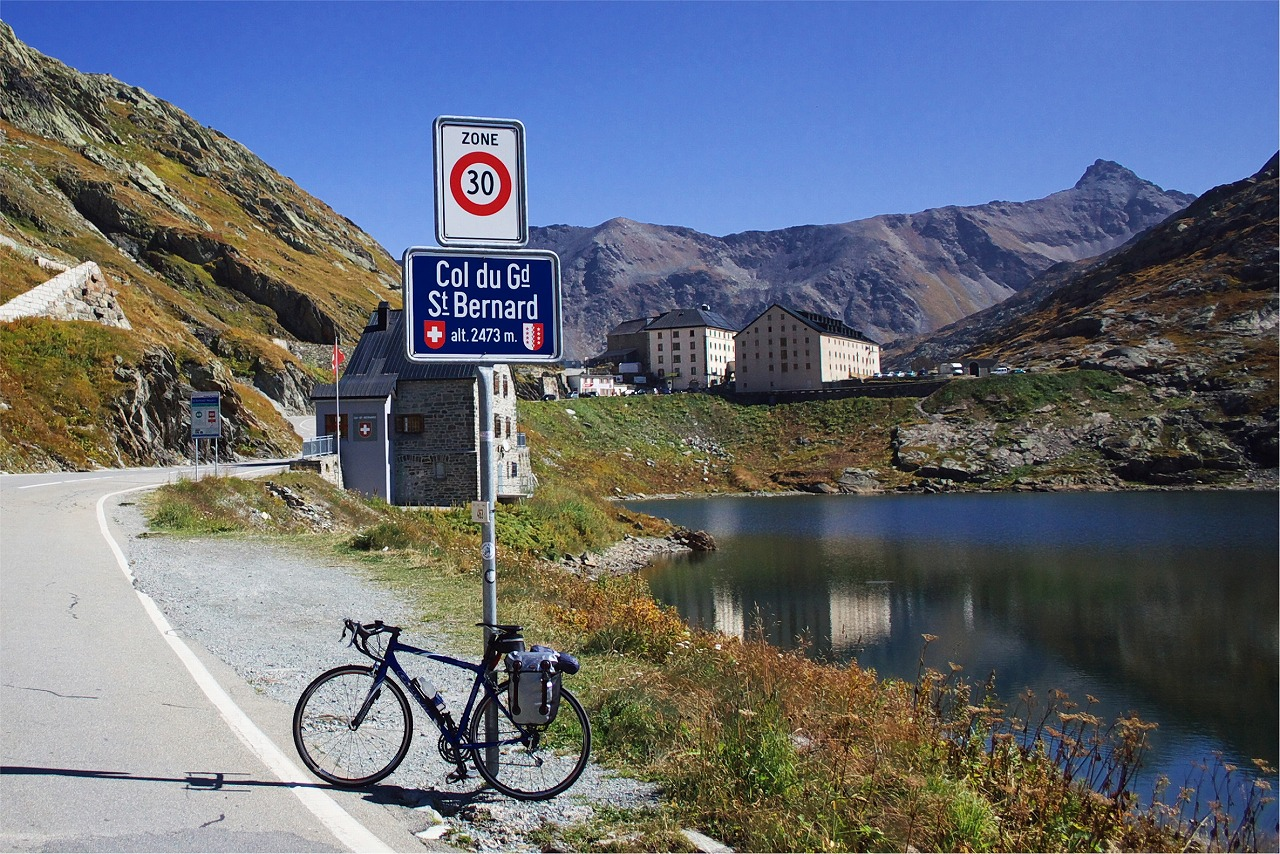
국경에서 본 고개의 모습. 왼쪽에 스위스 세관이 보인다.

북쪽에서 스위스의 이 고개로 가는 경로는 마르티니 위의 드랑스강 하류를 따른 다음 드랑스 당트레몽(Drance d'Entremont)이 흐르는 인구가 적은 당트레몽 계곡(문자: "산 사이의 계곡")으로 이어진다. 마지막 거주 지역인 브르크-생피에르를 지나면 큰 저수지인 툴레 호수(Lac des Toules) 위로 도로가 이어진다. 브르크-생베르나르, 그랑 생베르나르 터널 위치(및 주요 도로)는 1,915m 높이에서 산을 관통하여 1964년 터널이 개통된 이후로 도로의 상업적 관련성을 감소시킨다. 도로의 정상 부분은 콩베 데 모르(Combe des Morts)를 지난 후 고개의 정상에 도달하기 전에 구불구불하게 돌아가는 길로 구성되어 있다.
남쪽에서 이 루트는 몇 미터를 내려가 호수가 이탈리아로 들어오기 전에 호수 기슭에 도달한다. 그런 다음 경로는 그랑 생베르나르 급류의 상부의 가파른 경사를 따라 남쪽으로 이동한 다음 동쪽으로 방향을 틀고 남쪽으로 굽은 강을 따라 산강이 생베르나르 근처의 급류 아르타나바즈(Artanavaz)로 들어가는 곳이다. 레미-앙-보세스(Rhémy-en-Bosses)를 따라 다시 동쪽으로 방향을 틀고 루클라자(La Clusaz, 지뇨드)에서 남동쪽으로 완만하게 돌아간다. 여기에서 강은 발펠리네 계곡의 하단에 있는 부티에강으로 들어가고 다시 남쪽으로 변한다. 이 끝에서 강은 마침내 아오스타의 피에르 다리(Pont de Pierre) 근처 도라발테아강으로 흐른다. 여기 아오스타 계곡의 주요 계곡에 있는 경로는 서쪽으로 몽블랑 터널과 남동쪽으로 포 분지 상부를 연결하는 A5 고속도로의 일부가 된다.
1905년 동쪽으로 100km 떨어진 철도 터널인 심플론 터널이 이 건설된 후 유틸리티의 감소가 시작되었다. 스위스에서 수백 미터 떨어진 고개 자체를 구불구불한 훨씬 더 작은 역사적인 도로 이탈리아와의 국경은 6월부터 9월까지만 통과할 수 있다.
가장 좁은 지점의 고개는 2,889m의 그랑 쉐날레트(Grande Chenalette) 봉우리와 2,867m의 몽모르 사이를 이어진다. 약간 서쪽으로 2,949m의 포인트 드 드론(Pointe de Drône)이 있다. 그것과 고개 사이에는 2,885m의 쁘띠 쉐날레트(Petite Chenalette)가 있다.
투르 드 프랑스는 고개를 다섯 차례 방문했다. 1등급 등반으로 4회, 2009년에는 초급 등반으로 1회 올랐다.

### 기후
겨울에는 고개의 눈 깊이가 10m에 달할 수 있다. 온도는 -30 °C까지 떨어질 수 있다. 고갯길의 호수는 1년 265일 얼어붙어 있다. 1991년부터 2020년까지의 날씨 데이터 요약은 다음과 같다.
| 그랑 생베르나르 고개 (1991–2020)의 기후 | 그랑 생베르나르 고개 (1991–2020)의 기후 | 그랑 생베르나르 고개 (1991–2020)의 기후 | 그랑 생베르나르 고개 (1991–2020)의 기후 | 그랑 생베르나르 고개 (1991–2020)의 기후 | 그랑 생베르나르 고개 (1991–2020)의 기후 | 그랑 생베르나르 고개 (1991–2020)의 기후 | 그랑 생베르나르 고개 (1991–2020)의 기후 | 그랑 생베르나르 고개 (1991–2020)의 기후 | 그랑 생베르나르 고개 (1991–2020)의 기후 | 그랑 생베르나르 고개 (1991–2020)의 기후 | 그랑 생베르나르 고개 (1991–2020)의 기후 | 그랑 생베르나르 고개 (1991–2020)의 기후 | 그랑 생베르나르 고개 (1991–2020)의 기후 |
| 월                                      | 1월                                     | 2월                                     | 3월                                     | 4월                                     | 5월                                     | 6월                                     | 7월                                     | 8월                                     | 9월                                     | 10월                                    | 11월                                    | 12월                                    | 연간                                    |
| --------------------------------------- | --------------------------------------- | --------------------------------------- | --------------------------------------- | --------------------------------------- | --------------------------------------- | --------------------------------------- | --------------------------------------- | --------------------------------------- | --------------------------------------- | --------------------------------------- | --------------------------------------- | --------------------------------------- | --------------------------------------- |
| 일평균 최고 기온 °C (°F)                | −4.3 (24.3)                             | −4.7 (23.5)                             | −2.7 (27.1)                             | −0.2 (31.6)                             | 4.2 (39.6)                              | 9.1 (48.4)                              | 11.8 (53.2)                             | 11.8 (53.2)                             | 7.6 (45.7)                              | 3.7 (38.7)                              | −1.3 (29.7)                             | −3.5 (25.7)                             | 2.6 (36.7)                              |
| 일일 평균 기온 °C (°F)                  | −6.9 (19.6)                             | −7.4 (18.7)                             | −5.2 (22.6)                             | −2.6 (27.3)                             | 1.5 (34.7)                              | 5.9 (42.6)                              | 8.4 (47.1)                              | 8.5 (47.3)                              | 4.6 (40.3)                              | 1.2 (34.2)                              | −3.6 (25.5)                             | −6.0 (21.2)                             | −0.1 (31.8)                             |
| 일평균 최저 기온 °C (°F)                | −9.5 (14.9)                             | −10.0 (14.0)                            | −7.9 (17.8)                             | −5.2 (22.6)                             | −1.1 (30.0)                             | 2.9 (37.2)                              | 5.1 (41.2)                              | 5.5 (41.9)                              | 2.1 (35.8)                              | −1.2 (29.8)                             | −5.9 (21.4)                             | −8.6 (16.5)                             | −2.8 (27.0)                             |
| 평균 강수량 mm (인치)                   | 242 (9.5)                               | 190 (7.5)                               | 192 (7.6)                               | 204 (8.0)                               | 207 (8.1)                               | 146 (5.7)                               | 140 (5.5)                               | 136 (5.4)                               | 133 (5.2)                               | 194 (7.6)                               | 258 (10.2)                              | 243 (9.6)                               | 2,285 (90.0)                            |
| 평균 강수일수 (≥ 1.0 mm)                | 12.9                                    | 12.1                                    | 13.3                                    | 13.7                                    | 15.4                                    | 13.2                                    | 12.7                                    | 12.5                                    | 10.7                                    | 12.2                                    | 13.6                                    | 14.2                                    | 156.5                                   |
| 평균 상대 습도 (%)                      | 66                                      | 68                                      | 74                                      | 80                                      | 82                                      | 78                                      | 76                                      | 76                                      | 79                                      | 76                                      | 75                                      | 68                                      | 75                                      |
| 평균 월간 일조시간                      | 55                                      | 103                                     | 158                                     | 149                                     | 158                                     | 189                                     | 212                                     | 202                                     | 160                                     | 124                                     | 62                                      | 24                                      | 1,595                                   |
| 가능 일조율                             | 19                                      | 30                                      | 40                                      | 45                                      | 44                                      | 49                                      | 53                                      | 53                                      | 45                                      | 30                                      | 19                                      | 18                                      | 40                                      |
| 출처: MeteoSwiss                        |                                         |                                         |                                         |                                         |                                         |                                         |                                         |                                         |                                         |                                         |                                         |                                         |                                         |

### 생태
고개는 나무 선보다 훨씬 위에 있다. 건설에 필요한 모든 목재와 땔감은 멀리서 운반해야 한다. 고개의 남서쪽에는 작은 호수인 그랑 생베르나르 호수가 있다. 이 호수는 녹은 물을 붙잡고 저장하려는 시도가 있었음에도 물고기를 키우지 못했다. 지난 몇 년 동안 둑은 여름에 항상 완전히 녹지는 않았다.
고산 꽃은 주변에 풍부하게 피어있다: 클루시우스 용담, 빙하 미나리아재비, 담자리꽃나무, 물망초, 자주범의귀 수백 개가 더 있다. 이끼가 풍부하고 암석은 이끼로 덮여 있다.:9

## 호스피스와 개

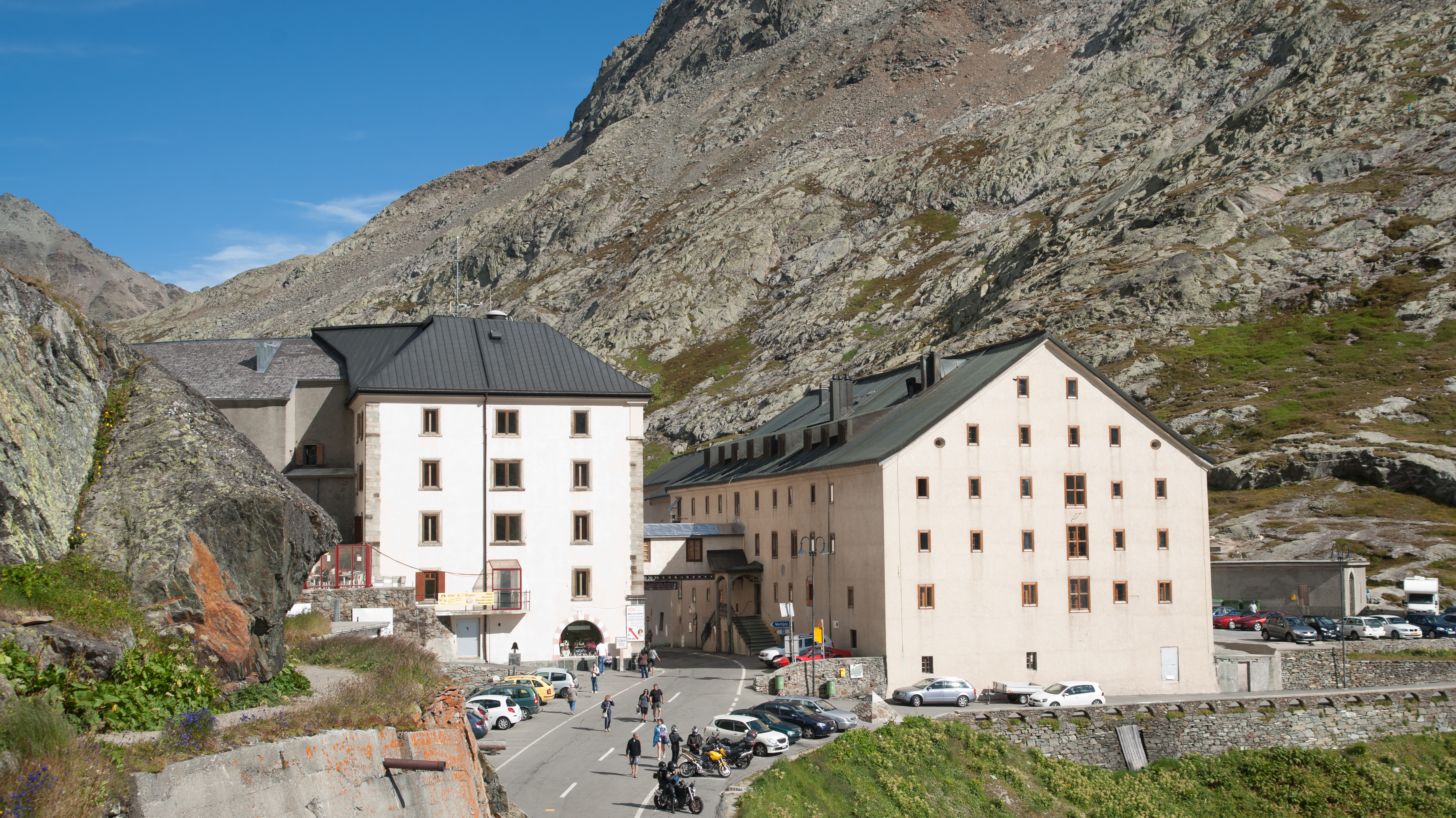
그랑 생베르나르 고개의 정상 위에 지어진 그랑 생베르나르 호스피스, 현대식 도로의 양쪽을 점하고 있다. 왼쪽에는 등산로 역할을 하는 옛 로마 도로가 보인다.

여행자를 위한 호스피스는 1049년 멘톤의 성 베르나르도에 의해 설립되었으며, 16세기에 고개와 함께 그의 이름을 따서 명명되었다. 이곳은 이 고개의 첫 번째 호스피스가 아니었다. 건물은 로마 저택 이후로 아마 그곳에 있었겠지만, 그 지역은 안전하지 않았고 여러 번 파괴되었다. 현재 수도원 설립자의 우선 관심사는 산적을 소탕하고, 여행자의 안전한 통행로를 유지하는 것이었고, 구조자의 역할이 자연스럽게 이어졌다. 호스피스는 나중에 구조 작업에 세인트버나드 개를 사용하는 것으로 유명해졌다. 1923년 교황 비오 11세는 베르나르도를 알프스의 수호성인으로 확인했다.
호스피스는 스위스에 있는 도로의 가장 높은 지점에 걸쳐 있다. 오늘날 교통을 위한 현대식 도로는 경내의 일부 무결성을 허용하기 위해 수도원 건물 외부로 라우팅되었다. 포장된 도로 위에 오래된 도로가 여전히 보일 수 있다. 호스피스는 1560년과 1898년의 두 건물에 있다(위 그림). 그랑 생베르나르 수도원(수도사)은 또한 이탈리아 쪽의 회색 돌(1899년 건축)로 만든 4층 건물인 그랑 생베르나르 호스피스 호텔(Hôtel de l'Hospice du Grand-St-Bernard) 건물을 소유하고 있다. 호텔 서비스 제공을 위해 이곳을 개인 기업가에게 임대한 것이었다.
세인트버나드는 깊은 눈을 헤치고, 길 잃은 사람을 냄새로 찾을 수 있을 만큼 충분히 컸다. 개가 수도원에서 사용되었다는 첫 번째 증거는 살바토르 로사가 1690년에 그린 두 개의 그림이다. 그들은 그 술에 약효가 있다고 믿어 작은 브랜디 통을 목에 걸었다고 한다. (이것은 전설일 뿐임)

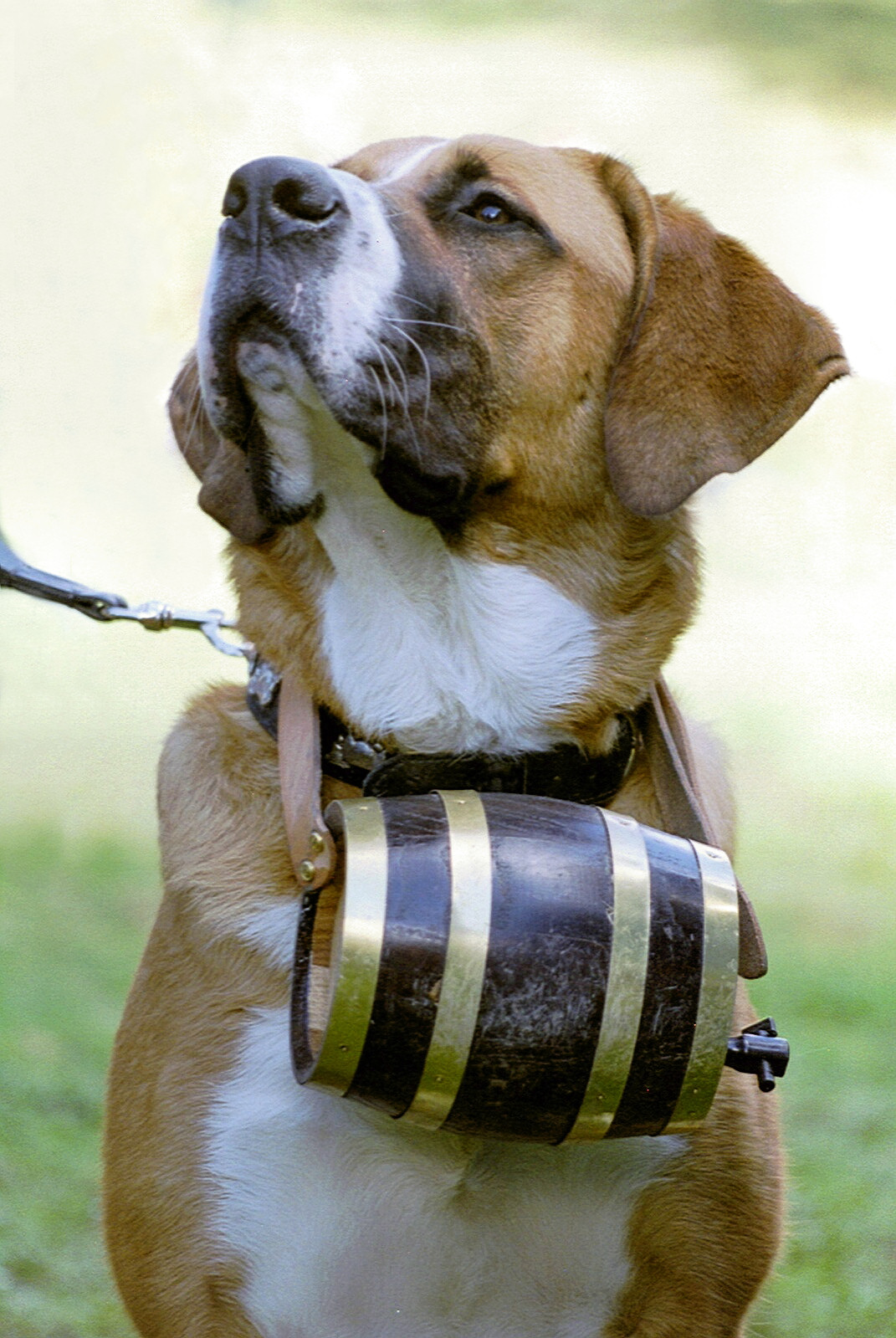
브랜디통을 찬 세인트버나드

덴마크의 클라인스미스 장인인 테오도르 닐슨(Theodore Nielsen)은 회고록에서 1857년 수도원에서 하룻밤을 보낸 일에 대해 다음과 같이 설명했다.

저녁에 우리는 산꼭대기에 있는 성 베르나르 수도원에 도착했다. 이탈리아와 스위스 사이의 알프스를 여행하는 여행자에게 생계를 제공하기 위해 석조로 만들어진 이 회랑을 짓는 데 막대한 자금이 투입되었다. 우리는 다른 방랑자들 몇 명이 앉아 있는 큰 홀에 들어섰다. 수도사들이 우리와 악수를 하며 우리를 환영했다. 의사-역시 수도사-가 우리에게 다가오며 사고가 있었냐고 물었다. 다친 사람들은 치료와 보살핌을 받았다. 그들은 또한 약이 필요한 사람에게 투약을 할 수 있도록 약사도 준비되어 있었다. 다른 수도사가 우리를 따뜻하게 하기 위해 와인을 곁들여 뜨거운 국물이 담긴 그릇을 우리에게 주었다. 우리는 나무 벤치에 앉아 다른 사람들과 이야기를 나눴다. 큰 난로가 있었고, 장소는 사랑스럽고, 따뜻했다. 큰 세인트버나드종 개 몇 마리가 다가오고 있었고, 우리가 앉자 마치 인사라도 하려는 것처럼 우리 손을 핥아주려 다가왔다. 저녁 식사 시간에 우리는 나무 삼발이 위에 올려진 고기 한 조각, 빵과 포도주를 받았다. 빵이 너무 딱딱해서 나무조각을 물어뜯는 것 같았다. 이후 우리는 좋은 침대가 이미 마련되어 있는 방으로 안내되었다. 따뜻한 홀에서 차가운 방으로 들어오자, 우리는 떨기 시작했다. 좀처럼 따뜻해지지 않았기 때문에 우리는 제대로 잠을 잘 수가 없었다. 내 거북이도 동태가 되어 있었고, 조금 뎁혀주려 안아들고 잠자리에 들었다.

우리는 다음 날 아침 5시에 일어났다. 하산하기 전에 매우 훌륭하고 푸짐한 아침 식사를 대접받았다. 위협적이고, 검고 무거운 구름이 껴서 아무것도 볼 수 없었고, 또 한 번 푸른 땅으로 돌아가기를 간절히 바랬다. 산을 올라가는 것도 힘들지만, 내려가는 것은 더 힘든 일이었다. 우리는 몇 번이나 깊은 눈 속으로 빠졌고, 다시 빠져나오기 안간힘을 써야 했다. 나는 몇 마리의 개를 볼 것으로 예상했지만, 우리는 나무 표지판을 따라가고 있었고, 개는 표지판을 놓친 개를 찾기 위해 필드로 나가도록 훈련되었다. 도움 없이 산 너머로 길을 찾는 것은 불가능하다. 큰 개는 쌍으로 찾아볼 수 있다. 하나는 턱 아래에 나무통이 고정되어 있다. 그들이 희생자를 찾았을 때 그들을 살리기 위해 와인을 제공받았고, 다른 개는 실종자를 다시 태워줄 수도사들을 데려오기 위해 수도원으로 다시 달려간다. 때로는 실종자가 살아남지 못한 경우도 있었다.

오늘날 터널과 현대적인 기술은 통로에서 구조 작업을 불필요하게 만들었다. 개는 높은 유지 관리 비용 때문에 2004년에 판매를 위해 내놓았고, 그 목적을 위해 설립된 두 개의 재단, 즉 그랑 생베르나르의 바리 재단(Fondation Barry du Grand Saint Bernard, 주요 기부자 크리스틴 셀레티-솔라이징)와 드 와트빌의 베르나르와 케롤린 재단(Fondation Bernard et Caroline)에서 즉시 매입했다. 바리는 마르티니에 있는 사육장과 시설을 구입하고 계속해서 개(3~4다스)를 지원하고 번식시킨다. 판매 조건 중 하나는 여름 동안 수도원으로 가져오는 것이다. 여행자들은 그들이 경사면을 뛰어다니는 것을 볼 가능성이 높다. 드 와트빌 재단(de Watteville Foundation)은 박물관 옆에 있는 사육장에 여러 마리의 개를 보관한다. 둘 다 함께 일하기로 합의했고, 다른 사람들이 파트너십에 합류했다.
수도원은 현재 소수의 수도사를 영구 수용하고 있으며, 피정에 있는 다른 사람들을 위한 영적 센터 역할을 한다.

## 역사

### 켈트 부족

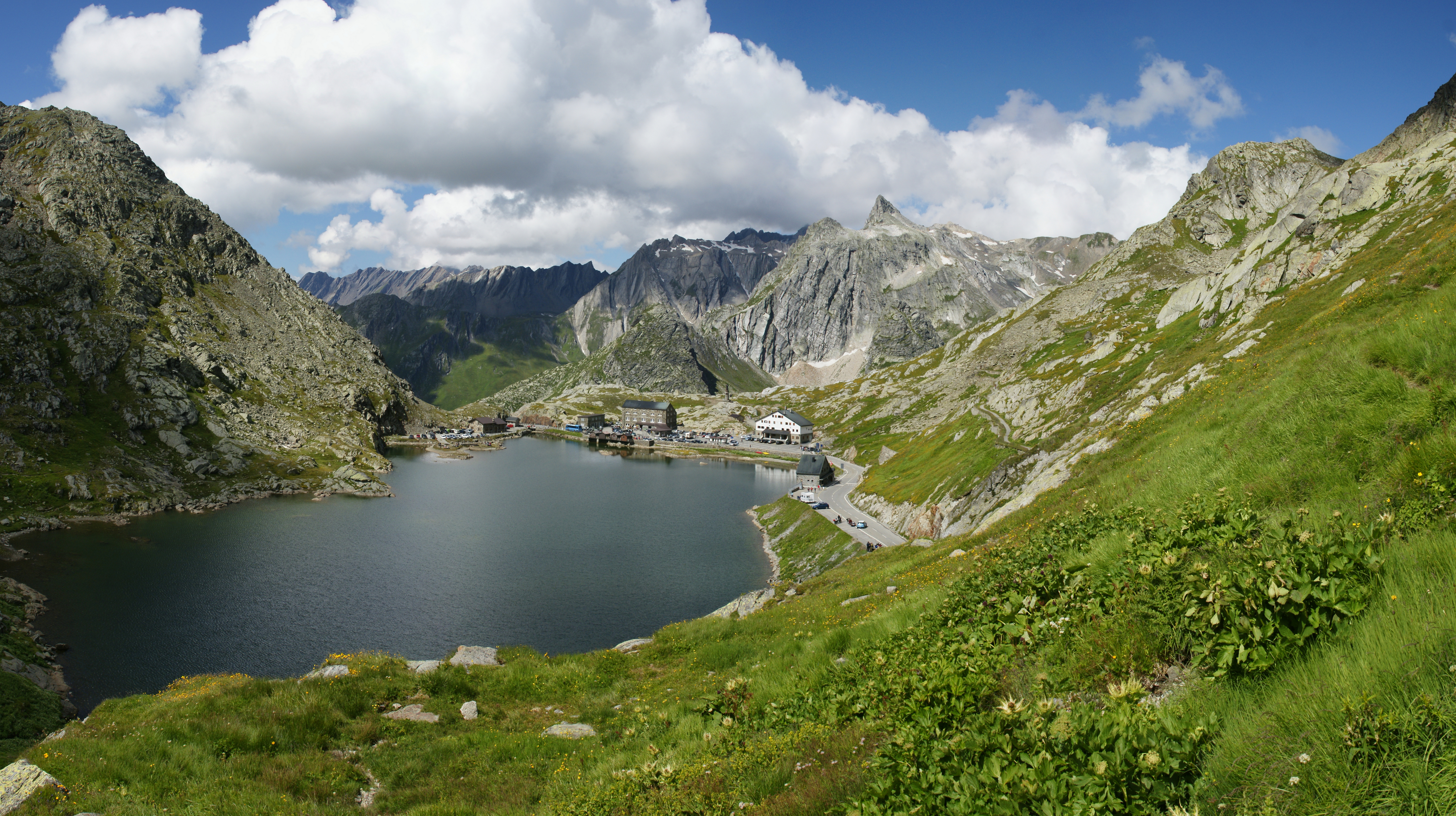
수도원에서 이탈리아 쪽을 바라본 풍경. 호수 끝의 건물 너머로 도로가 급강하한다. 현대식 도로 위의 언덕에서 로마식 도로를 볼 수 있다.

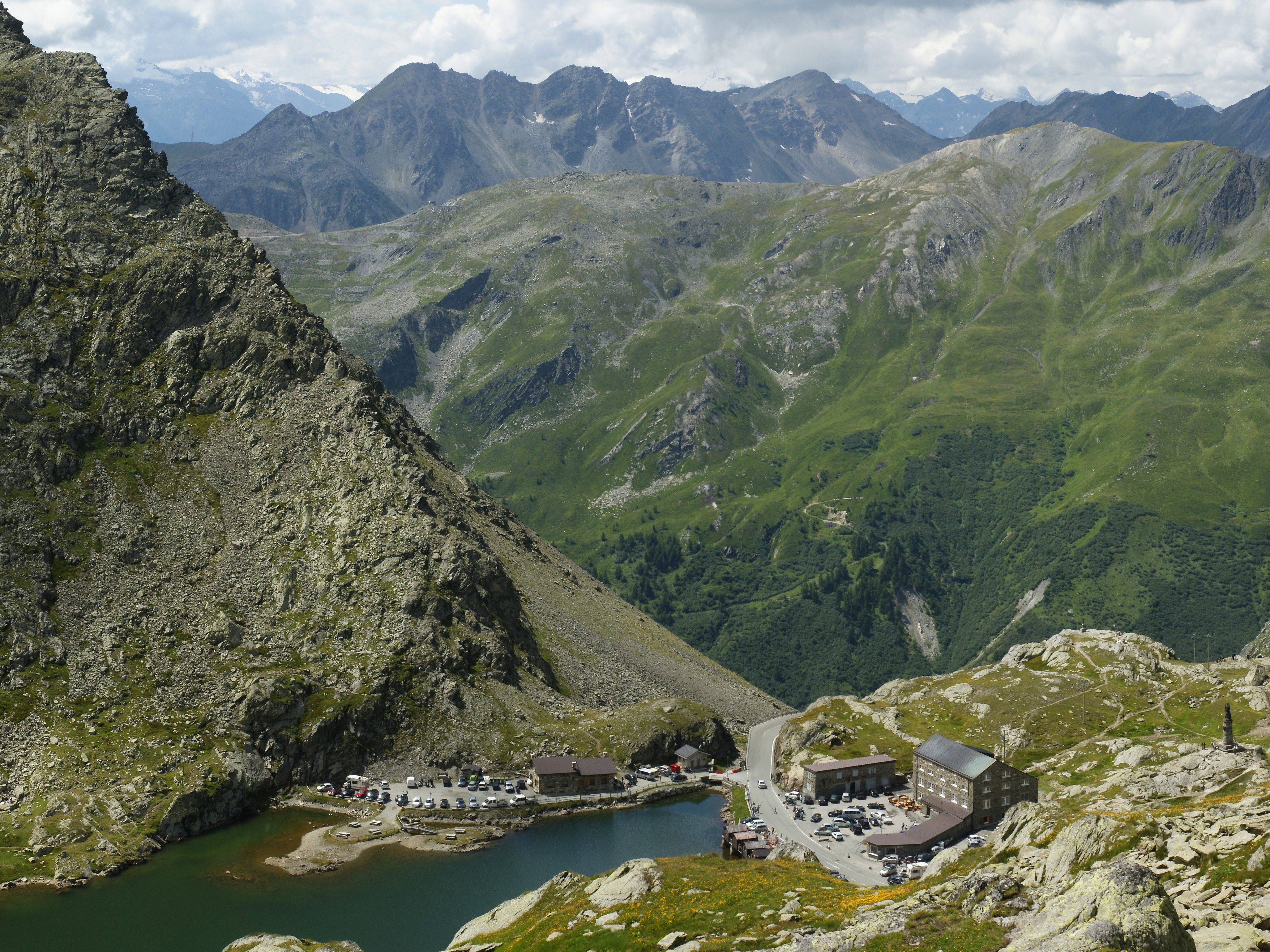
로마 도로 위에서 이탈리아를 바라 본 풍경. 맨 오른쪽에는 성 베르나르도의 동상이 보인다. 주피터 계획의 십자가는 호텔 위의 둔덕에서 볼 수 있다. 배경에 있는 산들은 몽블랑과 뤼토르 대산괴이다.

이 고개는 기원전 390년 이탈리아 침공 때 보이와 링고네스의 켈트족이 택한 경로로 역사에 처음 등장한다. 고전작가들은 기원전 1세기 초기 로마 제국에서 살았던 그 또는 다른 맥락에서 고개를 처음 언급했다. 그들은 이 고개와 산을 포에니누스(Poeninus) 또는 포에니니(Poenini)라고 불렀는데, 이는 한니발이 건넌다는 명백한 언급인 “푸니치”이다. 그러나 그는 그곳을 건너지 않았다. 이름이 유추에 의해 잘못 변경되었다는 가정 하에, 켈트족이 로마에 패배할 때까지 전체 통로를 소유했다는 점을 고려하면 로마-켈트 단어인 *peninus로 재구성될 수 있다. 리비우스는 이 고개의 이름이 카르타고인의 이름이 아니라 산신의 이름을 따서 지었다고 말한다. 한 세기가 넘는 기간 동안 그림 형제와 같은 학자들은 헤시키오스의 Zeus karaios와 유추하여 대륙켈트어 펜 또는 벤, "머리, 정상, 추장"과 연결했다.
스위스 쪽의 베라그리(Veragri)와 이탈리아 쪽의 살라시(Salassi)라는 두 부족이 고개 양쪽의 계곡을 영구적으로 점령했다.

### 로마 시대
율리우스 카이사르는 기원전 57년 갈리아에서 그의 최고 사령관인 세르비우스 갈바가 이끄는 원정대를 보내 이 통로를 점령하고 당시의 해안 경로보다 이탈리아와 갈리아 사이의 더 짧은 경로를 확보하기를 희망했다. 갈바는 베라그리에게 속아 다음 날 고개로 이동할 것이라는 기대와 함께 마르티니 근처에 캠프를 만들었다. 그 당시 로마인들은 적대적인 갈리아 부족 세 부족이 점령한 흔적 위에 고지를 발견했다. 로마군은 진영에서 과감하게 진격하여 지역적인 승리를 거두었지만, 갈바는 고개를 넘을 수 없다고 판단하고 출발했다.
아우구스투스는 그의 양아버지가 실패하고, 고개가 로마화 된 곳에서 성공했다. 아우구스투스는 고개 아래에 큰 카스트라 스태티바와 식민지인 아우구스타 프라에토리아 살라소룸(Augusta Praetoria Salassorum)을 건설했고, 이는 아오스타(Augusta의 축소판)가 되었다. 그 유적은 그곳의 역사적인 명소이다. 서기 43년 클라우디우스 황제 치하에서 이 통로를 통과하는 좋은 로마 도로는 꼭대기에 저택이 있고 목성 포에니누스를 위한 신전이 완성되어 고대 후기에는 몬스 조비스, 이탈리아 초기에는 몬테 조베, 이탈리아에서는 몽 쥐라라는 이름 이 탄생했다. 프랑스 시대, 고개의 동의어. 사원이 있는 곳은 Plan de Jupiter로 알려져 있으며, 고개의 이탈리아 쪽 작은 언덕에 있다. 1816년에 “가장 훌륭하고 위대한 신에게”라는 글자가 새겨진 십자가가 그곳에 놓였다. 십자가에서 작은 계곡을 가로질러 이탈리아 쪽 도로 위의 받침대에 있는 성 베르나르도 동상은 로마 저택이 있던 자리에 1905년에 건설되었다.
사원 부지에서 발견된 주화와 봉헌판은 대략 로마인의 통행 제한 상한선으로 거슬러 올라간다. 가장 덜 오래된 날짜는 테오도시우스 2세 치세 (5세기 전반기)이다. 이러한 유물과 기타 유물은 수도원 박물관에 보관되어 있다.:11 일부 비문이 새겨진 사원의 대리석 파편은 스위스 쪽 고개 부르-생피에르 마을의 많은 구조물에 통합되었다. 24 마일(XXIIII)에 대한 로마자 이정표도 고개 꼭대기에서 정착지의 중심으로 옮겨졌다.

### 나폴레옹 횡단

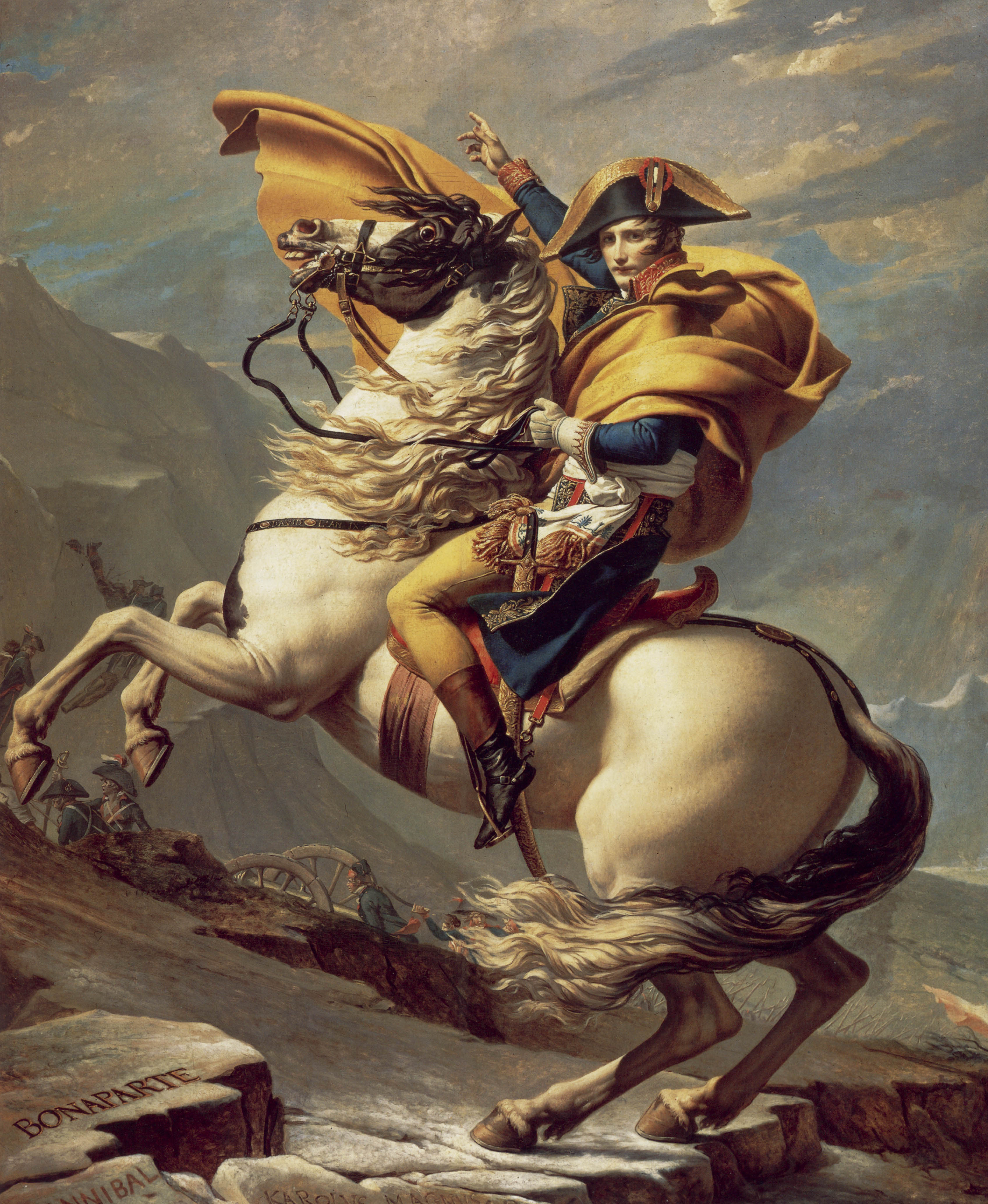
생베르나르 고개의 나폴레옹 by 자크루이 다비드, 1801. 나폴레옹은 실제로 말이 아닌 노새를 타고 그 고갯길을 건넜다.

이 고개는 기원전 390년 갈리아의 침공과 함께 역사에 들어왔다. 그곳에 대한 갈리아의 마지막 침공은 1800년 5월에 30세의 프랑스 공화국 제1영사였던 나폴레옹 보나파르트의 지휘 하에 발생했다. 140,000명의 오스트리아 군이 이탈리아 북부의 서해안에 있는 프랑스군이 점령한 제노바를 포위했다. 나폴레옹은 40,000명의 병사와 그들의 중포의 3분의 1을 이끌고 통로를 가로질러 오스트리아군 후방을 공격할 의도로 다른 3개의 통로 위에 또 다른 20,000명을 보냈다. 당황한 오스트리아군은 프랑스군을 맞닥뜨릴 수 있을 만큼 빠르게 집결할 수 없었고, 1800년 6월 몬테벨로 전투와 마렝고 전투에서 패배했다.
나폴레옹은 통로 아래에서 병사들을 소단위로 소집하고, 통로 아래쪽을 따라 보급품 창고를 만들고, 장인을 고용하여 길을 따라 상점을 세우는 방식으로 비밀리에 행군을 준비했다. 5월 15일에 전진 부대가 아오스타를 점령하기 위해 고개를 넘었고, 그 후 마르티니에 병원이 세워졌다. 그리고 아오스타. 마르티니에서 군대는 집결하여 3일 동안 식량을 받았다. 마차, 대포, 무기 및 탄약과 같은 모든 장비는 분해되어 남자들이 휴대할 수 있도록 60-70파운드의 팩으로 나누었다. 대포는 노새가 속을 파낸 소나무 반 통나무로 눈 위로 끌고 갔다가 노새가 죽거나 지쳤을 때 각각 100명의 군인과 고용인에 의해 끌렸다. 나폴레옹은 적시에 어려운 운반 작업을 수행할 수 있는 군인과 노동자에게 자유로운 금전적 보상을 제공했다.
5월 말에 며칠에 걸쳐 군대는 하루 6000명의 병사가 한 줄로 통과하는 통로를 넘었다. 밴드는 경로를 따라 무술을 연주했으며, 특히 병사들에게 경고하기 어려운 곳에서 드럼 롤을 연주했다. 꼭대기에서 수도사들은 각자에게 와인 두 잔과 치즈가 든 호밀 한 조각을 나눠주었다(프랑스 군대의 의례). 지출된 금액의 계정은 다양하다. 반대편에는 눈이 너무 쌓여 남자들이 주저앉았다. 나폴레옹은 또한 미끄러지는 마지막 사람이었다. 건널목 전체에 좋은 날씨가 유지되었고, 그렇지 않았다면 쉽게 재앙으로 바뀔 수 있었다.
올라가는 길에 나폴레옹은 자신의 정체를 모르는 젊은 안내원이자, 노새꾼인 피에르 니콜라스 도르사즈와 마음의 문제에 대해 이야기했다. 정상에서 보상을 제안한 도르사즈는 나폴레옹이 타고 있던 노새를 요구했다. 그는 노새와 군대의 최고 보급 장교를 위한 짧은 쪽지를 받았다. 이야기의 버전은 다양하지만, 모두 그 청년이 쪽지를 제출하고 일에 대한 충분한 급여를 인출했을 때 그의 동료가 나폴레옹이었고, 나폴레옹이 그를 위해 집과 농장을 주었다는 것을 알게 되었다는 데 모두 동의한다. 그의 연인과 결혼할 수 있다.
아오스타 계곡에서 나폴레옹의 군대는 대포 사정거리를 벗어난 바드의 오스트리아 수비대에 의해 미끄러졌다. 사령관은 4만 명의 무장을 갖춘 군대가 고지 쪽에서 행군하는 모습을 보고 놀랐다고 말했다.

## 문학
부유한 귀족이었던 도릿 가문은 찰스 디킨즈의 소설 《작은 도릿》(Little Dorrit)의 서적 2권에서 프랑스에서 이탈리아로 건너왔다. 그들은 노새를 타고 여관에서 신혼부부 고완과 신사 살인범 리고(지금은 블란두아)를 만난다. 이 소설은 1857년에 출판되었지만, 1820년대 중반을 배경으로 한다. 디킨즈는 고개의 위치와 직접 방문한 여관에서 하룻밤을 보낸 경험에 대해 설명한다.

## 같이 보기
- 산베르나르디노 고개